# Нефервебен
Нефервебен (егип. Nfr wbn) — древнеегипетский визирь (чати) Севера при фараоне Тутмосе III из XVIII династии.

## Происхождение
Нефервебен был сыном визиря Аамету по прозвищу Яхмос, который служил при фараоне Тутмосе II и в первые годы соправления Хатшепсут и Тутмоса III, братом визиря Усерамона и отцом визиря Рехмира. Супруга Бат и невестка Мерит носили высокие титулы khekeret nisut («украшение фараона»), что может говорить о том, что они вышли из царского гарема или служили придворными дамами, происходили из знатных семей. В заупокойной капелле Рехмира (TT100) говорится, что все его братья служат вне дворца.
По неизвестным причинам пост Усерамона наследовал племянник Рехмира, а не многочисленные сыновья. Усерамон последний раз упоминается на 28 год правления Тутмоса III, а Рехмира впервые упоминается в качестве визиря на 32 год правления.
Согласно старой гипотезе, Нефервебен служил визирем в последующие годы. Однако, его канопа найдена в Саккаре, где он, скорее всего, был похоронен. Захоронение указывает на то, что он был визирем в северной части страны (в период Нового царства должности визирей делились на Верхний (южный) и Нижний Египет (северный)).

## Визирь
Визирь Нефервебен известен из двух каноп, найденных в Саккаре (из коллекции Ньюджента, принадлежавшей Джорджу Ньюджент-Гренвиллу, второму барону Ньюджент). На одной из каноп имеется надпись с посвящением богине Нейт и богу Дуамутефу, на другой упоминается Серкет и Квебехсенуф.
Нефервебен носил титулы Царский дворецкий чистый руками, wab-жрец Амона.
В Бостонском музее изящных искусств (США) хранится небольшая статуя Нефервебена из красного гранита.